# N-211
La N-211 es una carretera nacional española que comunica las poblaciones de Alcolea del Pinar y Fraga por Molina de Aragón, Monreal del Campo, Alcañiz y Caspe. Se trata de un itinerario alternativo a la N-2/A-2 entre Madrid y Cataluña, pudiendo definirse como subradial al nacer y terminar en la radial A-2.

## Recorrido

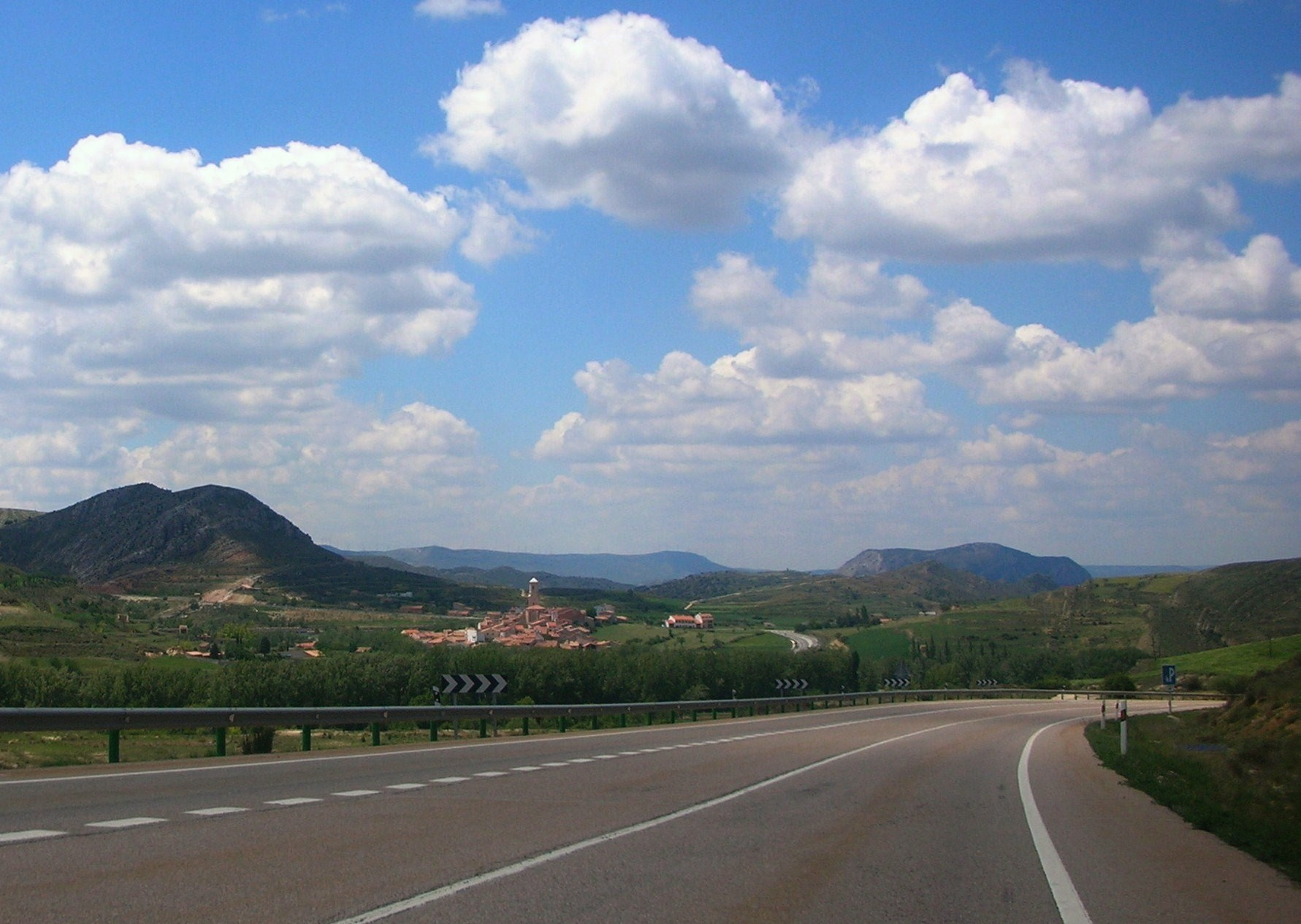
La N-211 con el pueblo de Castel de Cabra y las montañas de Sierra de San Just al fondo.

La N-211 inicia su recorrido en el enlace 134/135 de la Autovía del Nordeste A-2 junto a la población de Alcolea del Pinar, dirigiéndose hacia el este atraviesa las poblaciones de Maranchón, Mazarete, Anquela del Ducado, Molina de Aragón, Castellar de la Muela y El Pobo de Dueñas, a continuación deja la provincia de Guadalajara y entra en Aragón, concretamente en la provincia de Teruel.
Atraviesa las poblaciones de Pozuel del Campo, Monreal del Campo donde enlaza con la Autovía Mudéjar A-23, que une Teruel y Zaragoza, coincide con la misma a lo largo de 6 km hasta llegar a Caminreal. Continúa hacia el este atravesando las poblaciones de Vivel del Río Martín, Martín del Río, Montalbán donde enlaza con la carretera N-420, que se dirige a Teruel y Cuenca, prosigue atravesando Castel de Cabra y el Puerto de las Traviesas (1180 m), Cañizar del Olivar, Gargallo, La Mata de los Olmos, Los Olmos, Alcorisa, Calanda, y Alcañiz donde enlaza con la carretera N-232, que une Zaragoza con Vinaroz. 
A continuación entra en la provincia de Zaragoza atravesando las poblaciones de Caspe y Mequinenza, prosigue dejando la provincia de Zaragoza y entra en la provincia de Huesca atravesando la población de Torrente de Cinca, enlaza con la AP-2 y la A-2 y finaliza su recorrido enlazando con la antigua N-2 junto a Fraga.

## Poblaciones y principales enlaces

### Provincia de Guadalajara

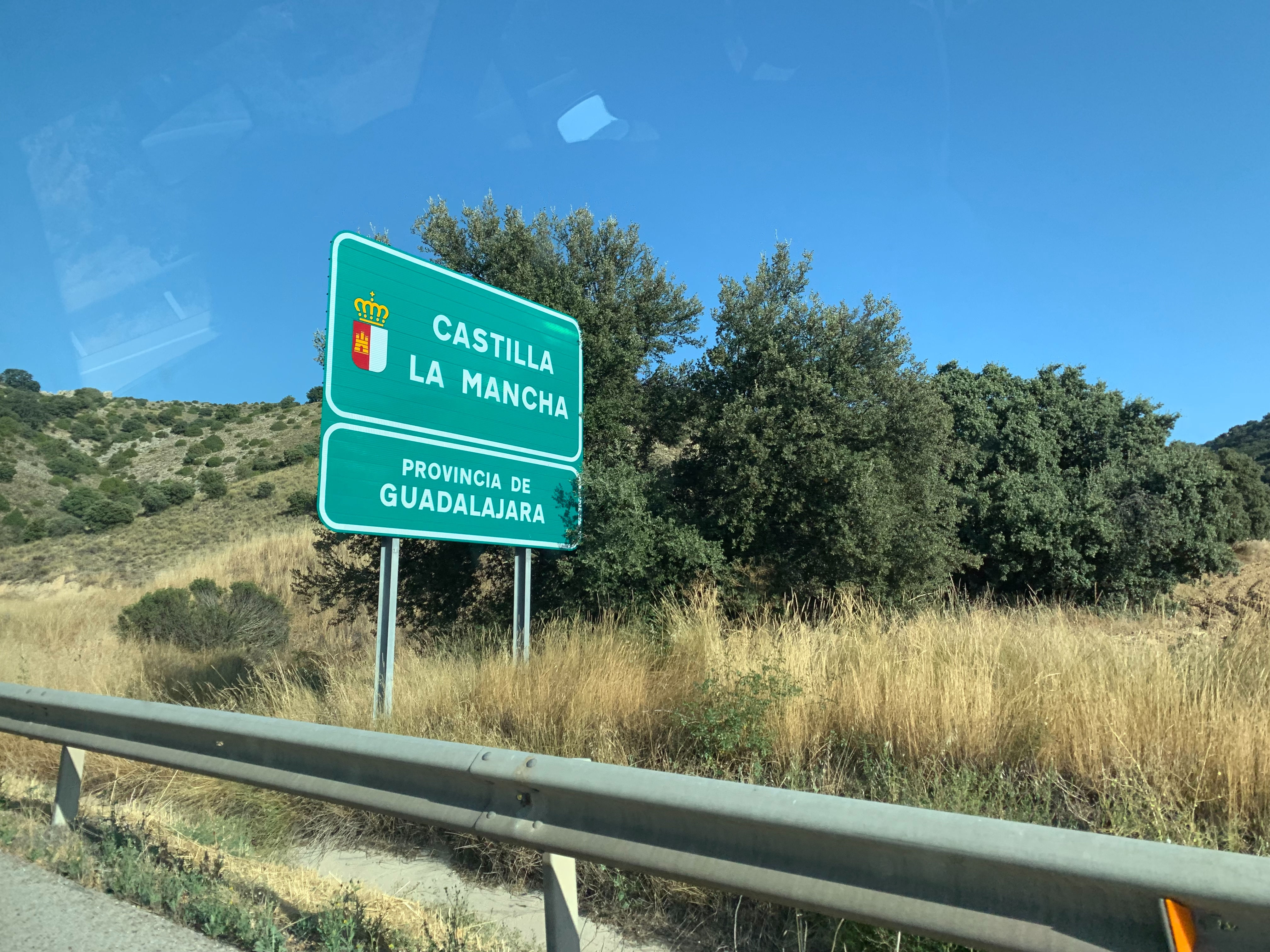
Cartel de entrada a Castilla-La Mancha (Provincia de Guadalajara), desde Aragón (Provincia de Teruel), por la N-211

- Alcolea del Pinar A-2
- Maranchón
- Mazarete
- Anquela del Ducado
- Rillo de Gallo
- Molina de Aragón
- Castellar de la Muela
- El Pobo de Dueñas

### Provincia de Teruel
- Pozuel del Campo
- Monreal del Campo A-23
- Caminreal
- Bañon
- Cosa
- Vivel del Río Martín
- Martín del Río
- Montalbán N-420
- Castel de Cabra
- Puerto de las Traviesas 1180m
- Cañizar del Olivar/La Zoma/
- Venta de la Pintada  A-1702
- Gargallo
- La Mata de los Olmos
- Los Olmos
- Alcorisa
- Calanda
- Alcañiz N-232

### Provincia de Zaragoza
- Caspe
- Mequinenza

### Provincia de Huesca
- Torrente de Cinca
- Fraga N-2 A-2 AP-2